# Joran (wind)

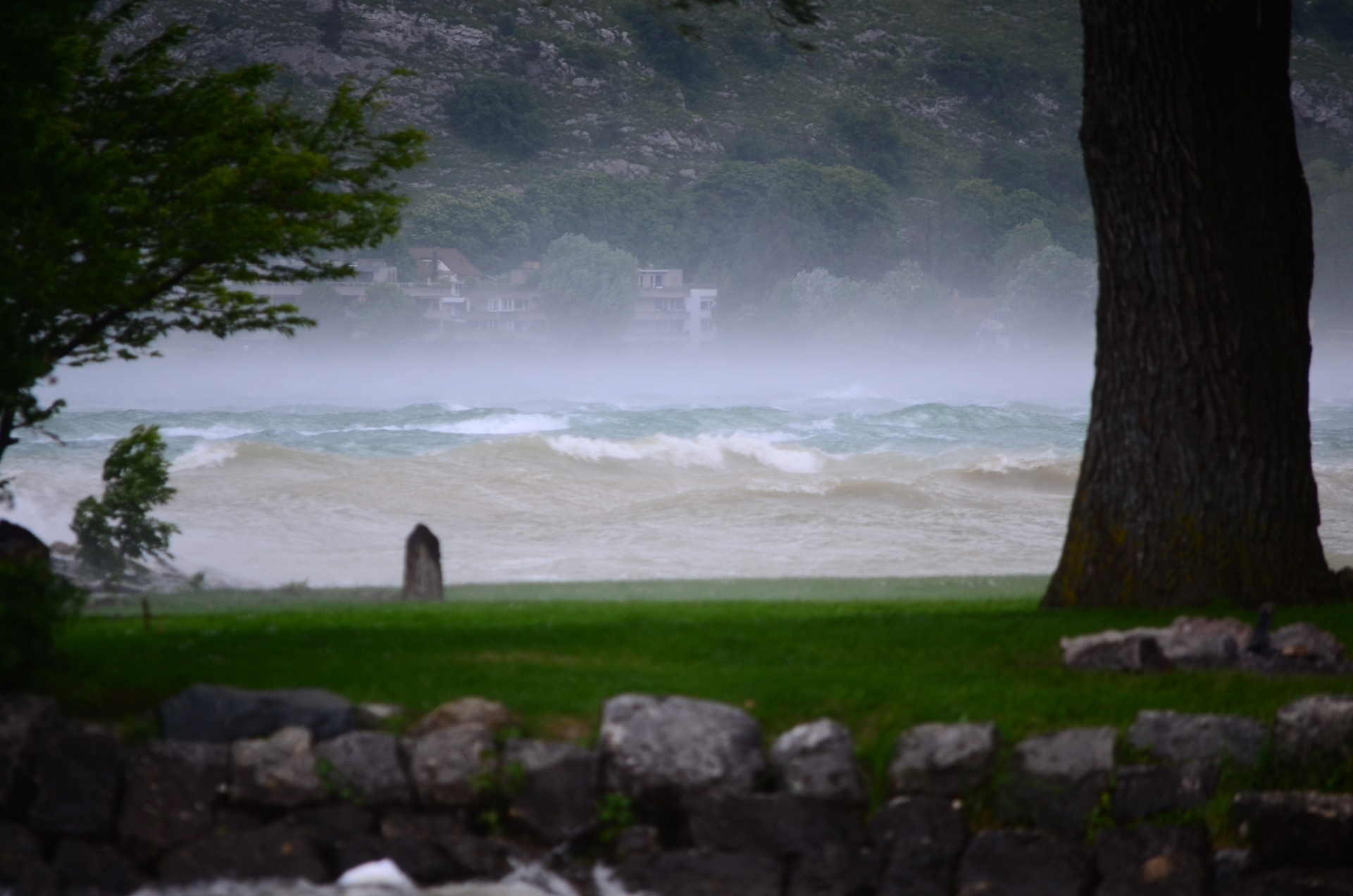
Orkaanachtige windstoten op het Meer van Biel

De Joran is een zwakke, soms stormachtige wind aan de zuidelijke rand van de Jura. Het is een wind die moeilijk te voorspellen is en die heftig kan zijn, vooral op het Meer van Genève, het Meer van Neuchâtel en het  Meer van Biel.

## Ontstaan  en effect

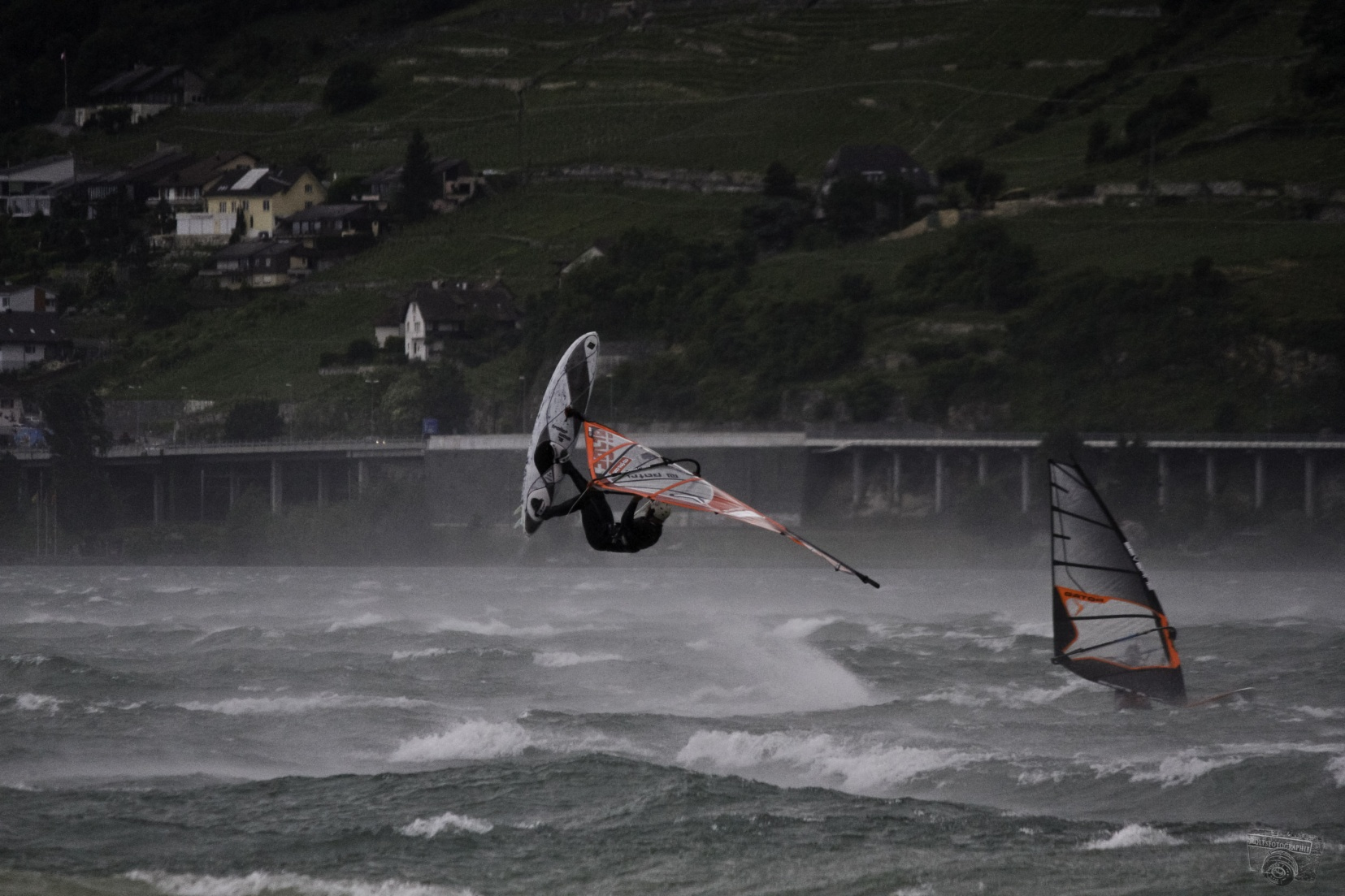
Windsurfers op het Meer van Biel worden weggeblazen door een storm van de Joran.

De Joran is de thermische valwind die in zuidoostelijke richting over de hoofdbergrug van de Jura waait. Aan de zuidelijke voet van de Jura splitst de wind zich. Een deel waait naar het noordoosten naar de kantons Solothurn en Aargau. Het andere deel gaat richting het zuiden naar het Meer van Genève.